# Evangelische Kirche Ober-Bessingen

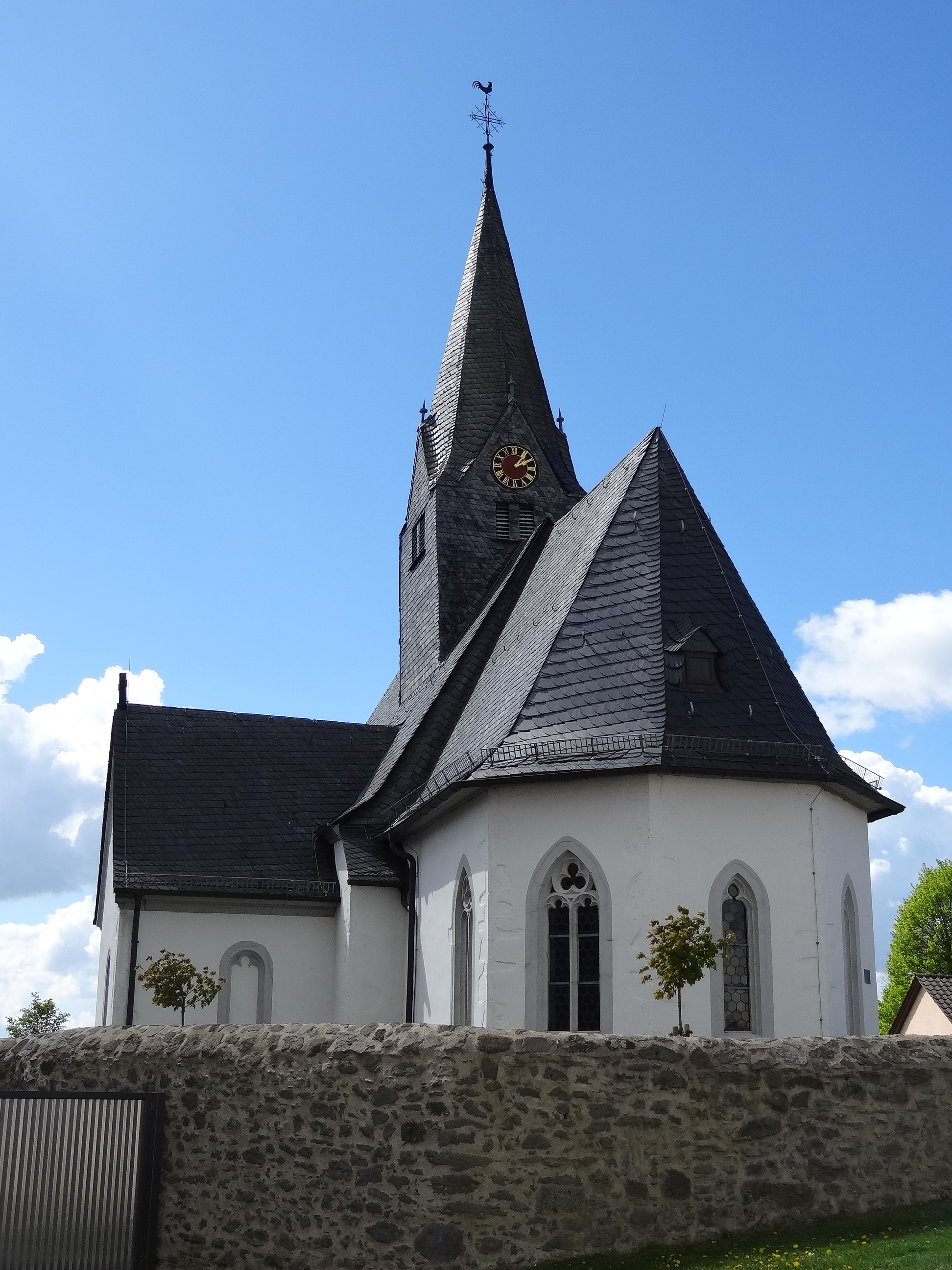
Blick von Nordost

Die Evangelische Kirche, auch „Heiligkreuzkapelle“ genannt, in Ober-Bessingen, einem Stadtteil von Lich im Landkreis Gießen (Hessen), wurde um 1400 gebaut. Die gotische Kirche prägt mit ihrem Dachreiter das Ortsbild und ist hessisches Kulturdenkmal.

## Geschichte

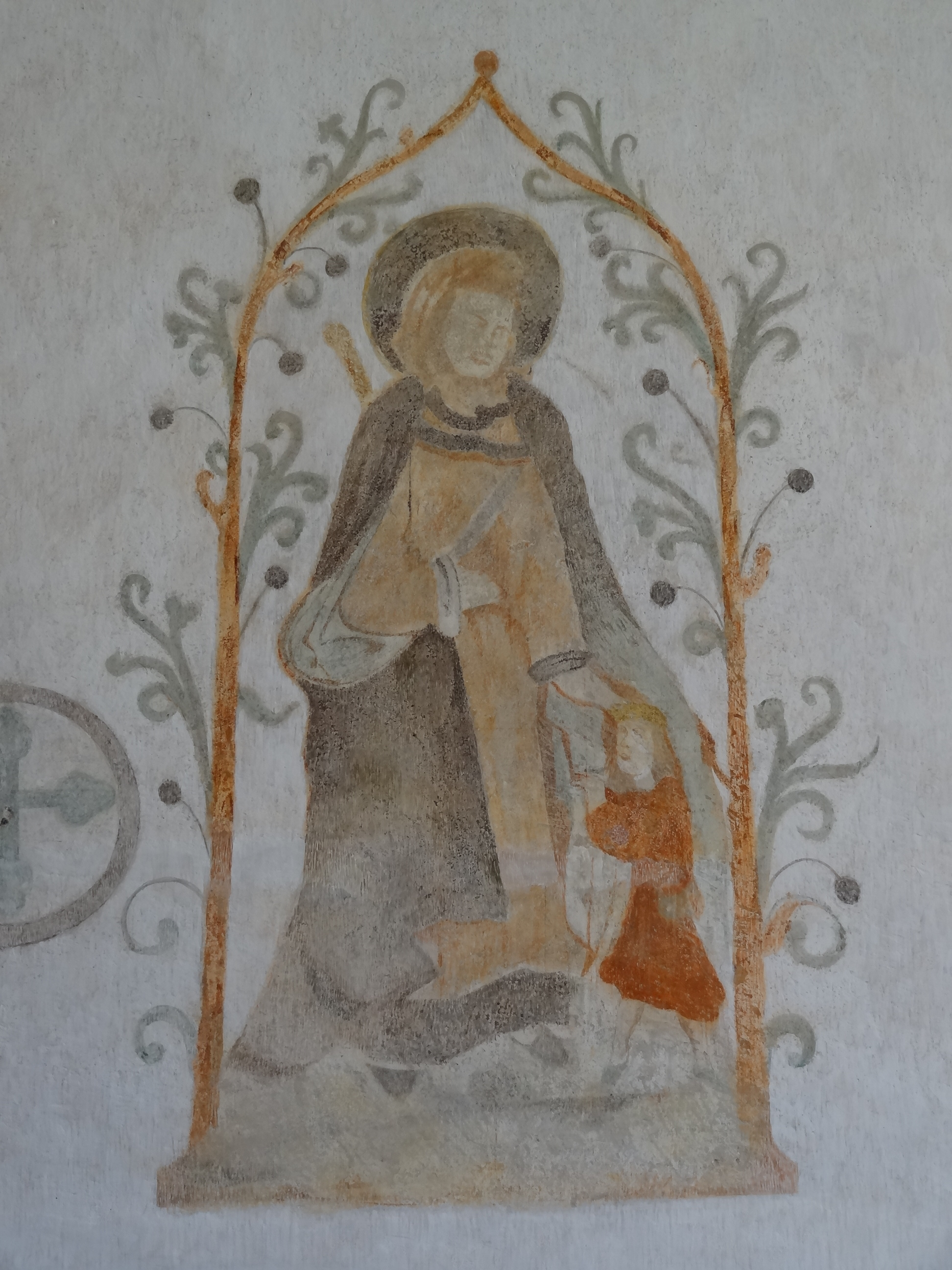
Hl. Dorothea mit Stifter

Im Jahr 1316 ist erstmals ist eine Kirche in Ober-Bessingen nachgewiesen, die zu der Zeit Filial von Münster (Laubach) war. Nachdem sie bei Nieder-Bessingen eingepfarrt worden war, wurde sie seit 1507 wieder von Münster versorgt.
Die Kirche wurde am Übergang vom 14. zum 15. Jahrhundert gebaut. Im ausgehenden Mittelalter gehörte Ober-Bessingen zum Sendbezirk Münster.
Um 1500 oder Anfang des 16. Jahrhunderts erfolgte ein Umbau der Kirche. An der Südseite wurde eine Kapelle angebaut, in deren östlichen Nische eine Kreuzreliquie ausgestellt wurde, die von Wallfahrern besucht wurde. Hierauf weisen der Name des angrenzenden Flurstücks „Heiligenkreuzfeld“ und der „Wällerweg“. Im Zuge des Anbaus wurden einige Fenster vergrößert.
Im Zuge einer Renovierung im Jahr 1699 (Bezeichnung an der Rückseite des Chorbogens) wurden barocke Malereien an den Fenstern des Langhauses und am Gewölbe angebracht. Bei Renovierungen im Jahr 1954 und 2001/2002 wurden mittelalterliche Malereien freigelegt.
Seit dem 1. April 2014 sind die vier sogenannten WORM-Gemeinden, die bisher zwei Pfarrer hatten, pfarramtlich verbunden und werden von einer Pfarrstelle betreut. WORM ist ein Akronym aus Wetterfeld, Ober-Bessingen, Röthges und Münster. Die Gesamtkirchengemeinde gehört zum Dekanat Gießener Land in der Propstei Oberhessen der Evangelischen Kirche in Hessen und Nassau.

## Architektur

Nordseite der Kirche in Ober-Bessingen

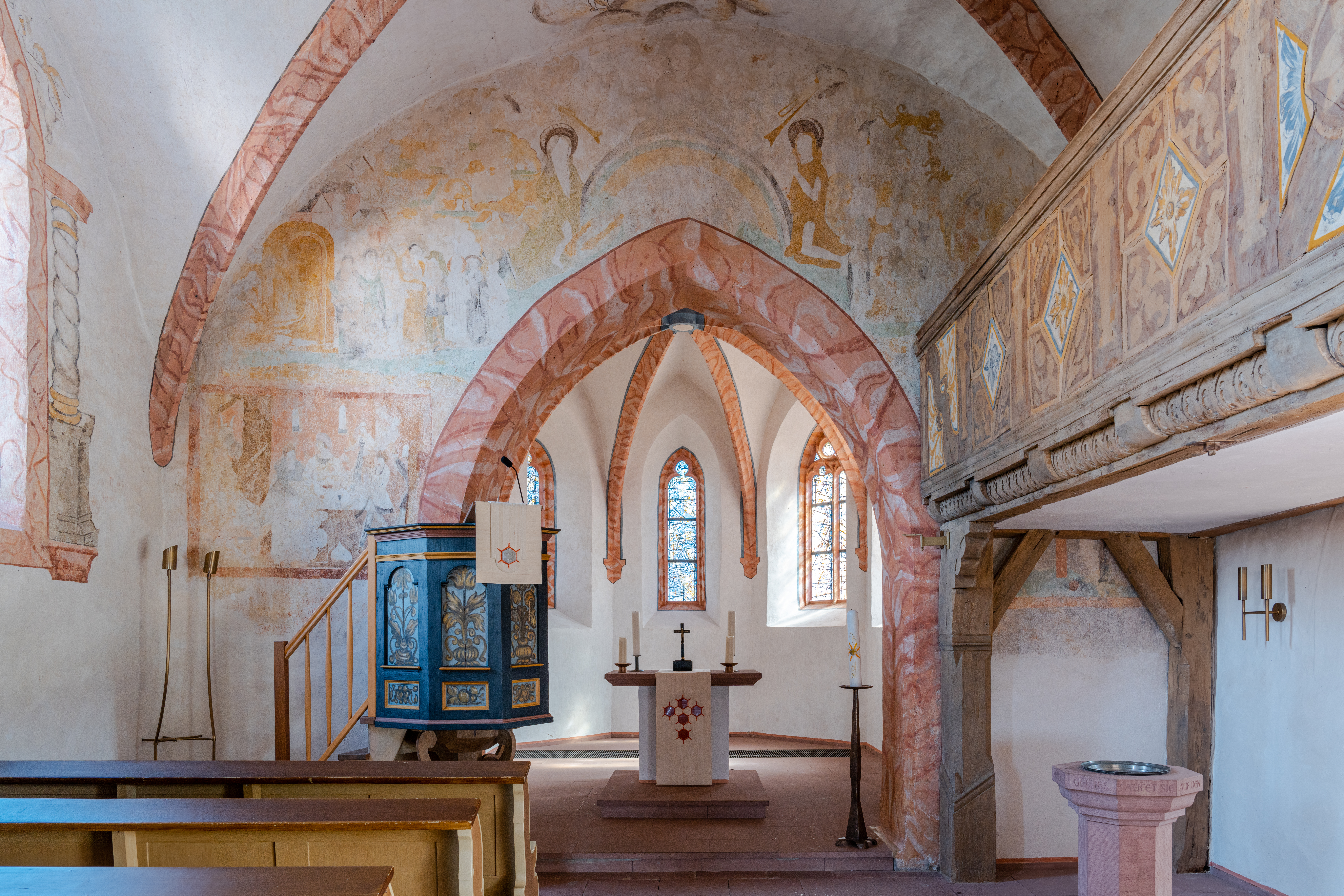
Blick von innen auf den Chor

Die nach Nord-Ost ausgerichtete Saalkirche liegt am südwestlichen Dorfrand inmitten eines ummauerten Friedhofs. Sie ist aus Bruchstein-Mauerwerk errichtet, das verputzt ist. Die Gewände der Fenster und andere Gliederungselemente sind aus Lungstein. Das Gotteshaus hat einen leicht eingezogenen Chor mit 5/8-Schluss. Das dreijochige Schiff weist Kreuzrippengewölbe auf, die an der Südseite angebaute spätgotische Kapelle auf quadratischem Grundriss und der Chor ein Sterngewölbe. Das Dachgebälk von Schiff und Chor ist noch original. An der Südwand ist ein Hagioskop vermauert. Der mittige aufgesetzte, quadratische Dachreiter hat vier Dreiecksgiebel, die in einen achtseitigen Spitzhelm übergehen. Der Dachreiter ist wie das Satteldach des Schiffs komplett verschiefert und wird von Turmknopf, Kreuz und Wetterhahn bekrönt.
Die spitzbogigen Portale mit Fase im Westen und Süden stammen aus der Erbauungszeit des Gotteshauses, ebenso wie die schmalen Spitzbogenfenster. Der Durchgang von Kapelle und zum Schiff auf der gesamten Breite wurde nachträglich geschaffen; das ursprüngliche spitzbogige Südportal ist heute vermauert. Große Spitzbogenfenster, die teils mit Maßwerk ausgestattet sind, belichten den Innenraum. Der enge, spitzbogige und gefaste Triumphbogen ist in einem breiten Gurtbogen eingepasst, der zur Abstützung des Dachreiters dient. Der Westgiebel des Schiffs und der Giebel der Kapelle werden mit steinernen Kreuzen bekrönt.

## Ausstattung

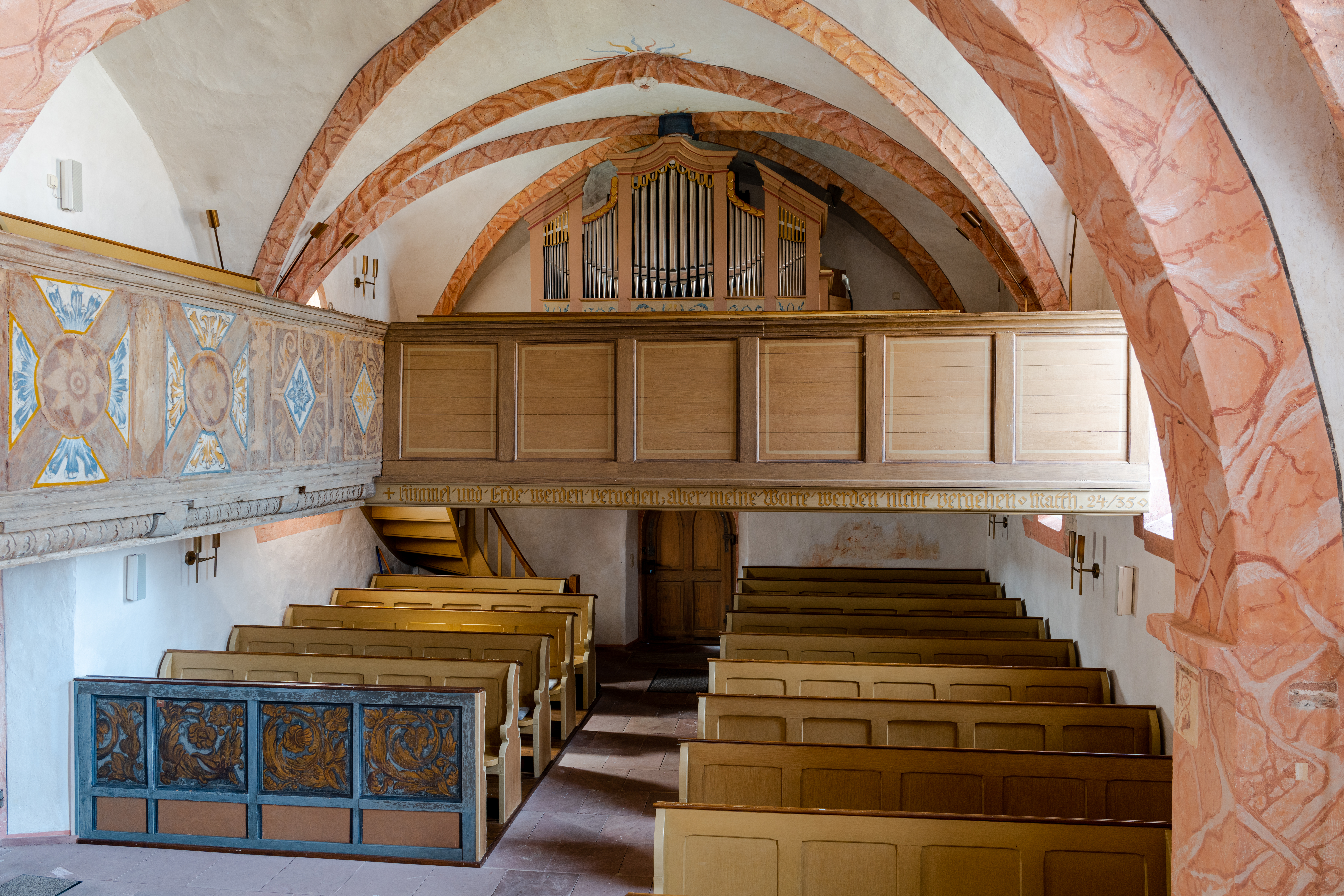
Innenraum nach Südwesten

Im Chor und in der Kapelle wurden 1954 und über dem Triumphbogen 2001/02 Reste spätgotischer Wandmalereien freigelegt. Über dem Bogen ist das Weltgericht dargestellt, zentral über dem Bogenscheitel der Richterstuhl Christi und rechts davon der Höllensturz. Auf der linken Seite ist die Himmelspforte zu sehen, das Fresko links der Kanzel wird als Reicher Mann und armer Lazarus gedeutet. Rechts des Chorbogens ist die Kreuzigungsszene wegen der umgesetzten Empore teils zerstört. Fresken an der östlichen Kapellenwand und an der nördlichen Chorwand zeigen eine(n) Heilige(n) (möglicherweise die hl. Dorothea) mit Stifter, in der Kapelle unter einem Kielbogen mit Rankenwerk. Die Gewölberippen sind in Rottönen marmoriert gefasst und enden in runden Schlusssteinen, die mit Vierpass, Rose und Wappenschild belegt sind. Um die Schlusssteine sind Flammenornamente aufgemalt.
Die Empore an der Südseite war ursprünglich im Chor eingebaut und datiert von 1684. Die flächigen Brüstungen sind mit floralen Motiven ornamental bemalt. Die motivlose Westempore dient als Aufstellungsort der Orgel. Die Gemälde von Christus und den Aposteln wurden im Jahr 1729 geschaffen. Die hölzerne polygonale Kanzel aus dem 17. Jahrhundert an der linken Seite des Triumphbogens ruht auf einem Fuß, der mit Schnitzwerk verziert ist. Sie hat keinen Schalldeckel. Das Taufbecken ist achtseitig gestaltet. Der Korpus des Kruzifixes auf dem Altar ist im Original aus vergoldetem Messing gefertigt, Kreuz und Fuß stammen aus dem Jahr 1614. Der um 1200 geschaffene romanische Korpus ist 15 cm hoch und 12 cm breit und eine der frühesten Goldschmiedearbeiten im Landkreis Gießen. Beide Füße Christi ruhen nebeneinander auf einem Suppedaneum.

## Orgel

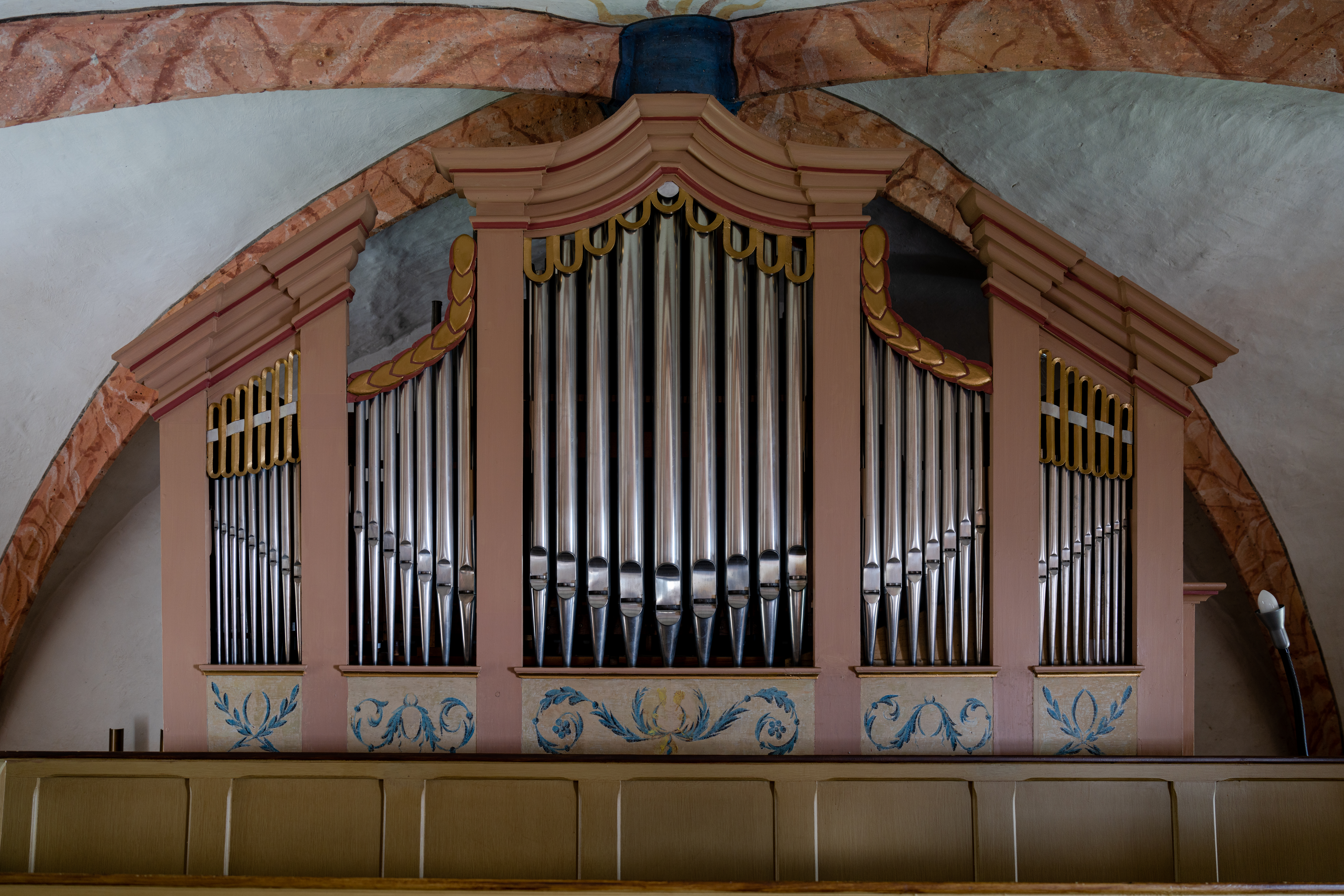
Bernhard-Orgel von 1833

Johann Hartmann Bernhard baute im Jahr 1833 eine neue Orgel mit zehn Registern auf einem Manual und Pedal – gemäß Aufschrift am Spieltisch seine 33. Orgel. Der flache Prospekt ist in fünf Felder gegliedert und passt sich dem Gewölbe an. Im Jahr 1891 tauschte Johann Georg Förster die Quinte 3′ durch ein Salicional 8′ aus und baute ein neues Gebläse für insgesamt 506 Mark ein. Ansonsten war die Orgel offensichtlich bis zum Jahr 2001 unverändert erhalten. Anlässlich der Renovierung der Kirche in den Jahren 2001/2002 wurde auch die Orgel ausgebaut. Im Rahmen des anschließenden Wiedereinbaus wurden offensichtlich von der ausführenden Werkstatt Änderungen vorgenommen: Die Quinte 3′ wurde wiederhergestellt, allerdings als „Naßart“ und statt der Flöte 8′ findet sich seitdem ein Sifflet 1′ in der Orgel. Die aktuelle Disposition der Denkmalorgel lautet wie folgt:

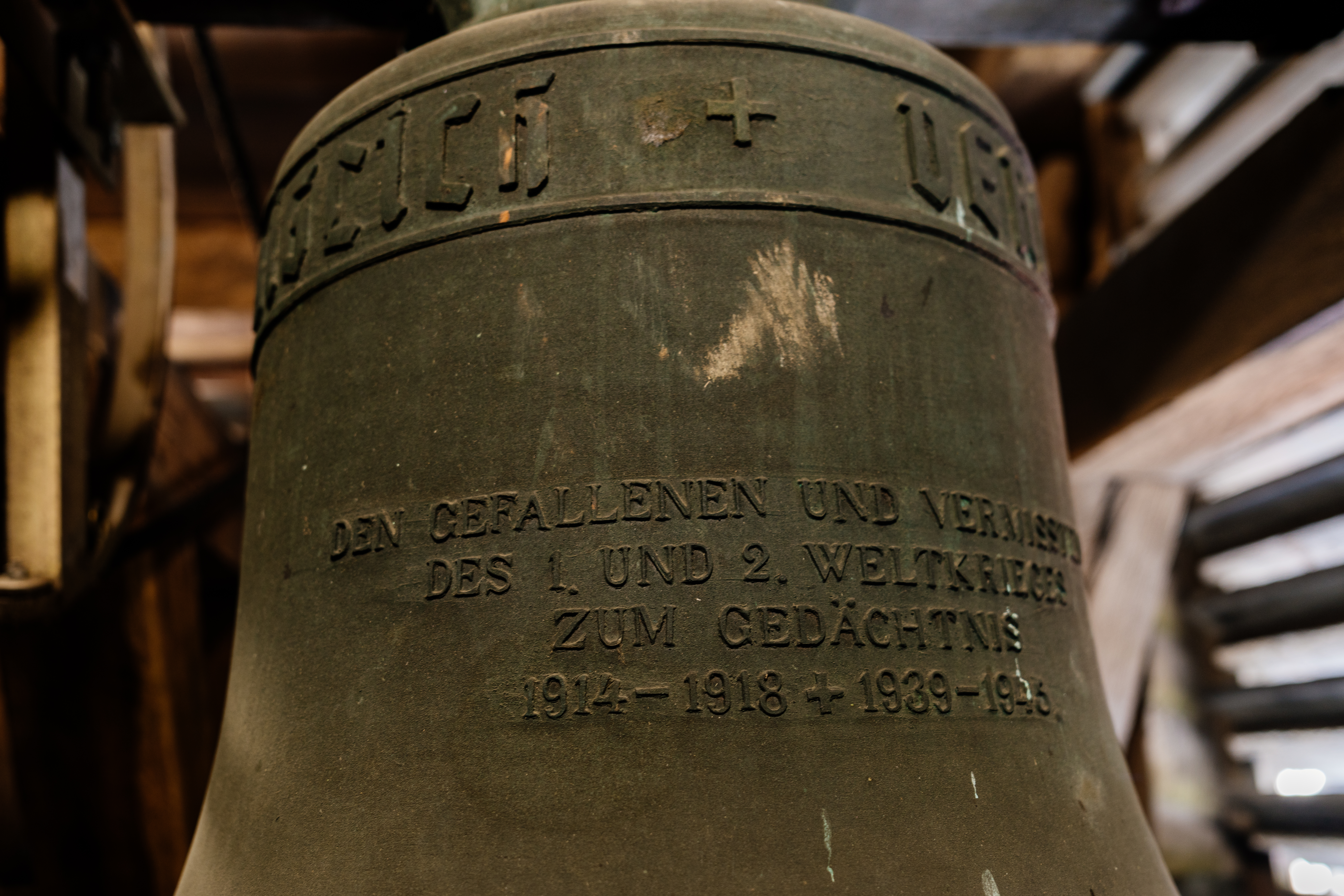
Glocke im Kirchturm

| Manual C–f3 |       |
| Bordun      | 8′    |
| Gemshorn    | 8′    |
| Principal   | 4′    |
| Gedact      | 4′    |
| Naßart      | 3′    |
| Octav       | 2′    |
| Sifflet     | 1′    |
| Mixtur III  | 1 ⁄2′ |

| Pedal C–d1 |     |
| Subbaß     | 16′ |
| Octavbass  | 8′  |

- Koppeln: I/P

## Glocken

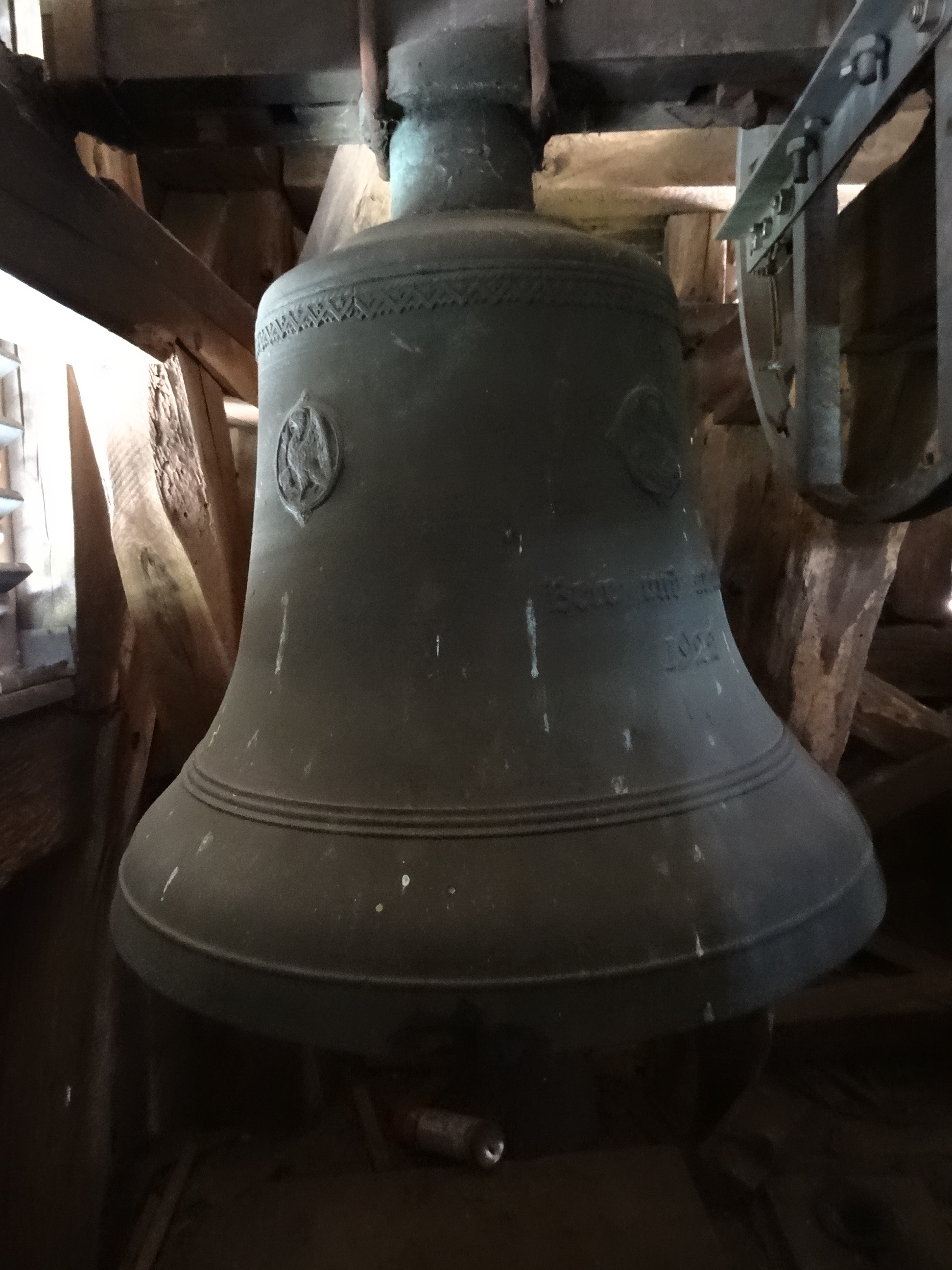
Kleine Glocke mit den Evangelistensymbolen

Vor dem Ersten Weltkrieg beherbergte der Dachreiter ein Dreiergeläut. Eine kleine mittelalterliche Glocke ohne Inschrift war zu dem Zeitpunkt gesprungen (Durchmesser 0,40 Meter). Die zweite Glocke hatte Johann Peter Bach aus Hungen 1791 gegossen (Durchmesser 0,63 Meter), die dritte Friedrich Otto aus Gießen 1838 (Durchmesser 0,71 Meter). Glocken 1 und 3 mussten 1917 an die Rüstungsindustrie abgeliefert werden. Als man 1922 drei neue Glocken anschaffte, wurde die zweite in Zahlung gegeben. Rincker und Sohn gossen drei neue Glocken. Die größte (Durchmesser 0,77 Meter) hatte die Inschrift „Ein feste Burg ist unser Gott“ und zeigt ein Relief mit Kruzifix und zwei Engeln. Die mittlere (Durchmesser 0,65 Meter) hatte die Inschrift „In schwerer Zeit unseren Gefallenen geweiht“ mit einem Relief des Eisernen Kreuzes in Lorbeer. Die dritte (Durchmesser 0,57 Meter) mit der Inschrift „Bete und arbeite“ hat die vier Evangelistensymbole. Die beiden großen wurden nach dem Zweiten Weltkrieg 1950 durch zwei Glocken der Glockengießerei Grüninger ersetzt.